# Training Air Wing Six
Escadre aérienne d'entraînement 6
La Training Air Wing SIX (TW-6 ou TRAWING 6) est une escadre aérienne d'entraînement d'aéronefs de l'US Navy basée à la Naval Air Station Pensacola (NAS Pensacola), en Floride. 
La TW-6 est l'une des cinq escadres aériennes d'entraînement du Naval Air Training Command et se compose d'un escadron d'entraînement sur l'avion monomoteur T-6B Texan II, d'un escadron d'entraînement sur l'avion à réaction T-45C Goshawk pour l' appontage sur porte-avions et d'un escadron de formation sur simulateur de vol. Elle forme des étudiants aviateurs navals de l'US Navy et de l'US Marine Corps et d'alliés internationaux.
La TW-6 forme environ 300 pilotes annuellement sur 40 T-6A Texan et 20 T-45C Goshawk. De plus, le 2ème Escadron d'entraînement de l'armée de l'air allemande (2. Deutsche Luftwaffenausbildungsstaffel) fait partie intégrante du programme d'entraînement militaire international.

## Unités subordonnées
Le Training Air Wing Six se compose de deux escadrons en vol dont le code de queue est F :
| Code  | Insigne | Escadron             | Surnom      | Aéronef           |
| ----- | ------- | -------------------- | ----------- | ----------------- |
| VT-10 |         | Training Squadron 10 | Wildcats    | T-6B Texan II     |
| VT-86 |         | Training Squadron 86 | Chupacabras | T-45C Goshawk     |
| VT-4  |         | Training Squadron 4  | Warbucks    | Simulateur de vol |